# アレコ
『アレコ』（ロシア語: Алеко）は、ロシアの作曲家セルゲイ・ラフマニノフによる1幕のオペラ。モスクワ音楽院卒業作品として1892年に作曲された。原作はプーシキンの物語詩『ジプシー』、台本はネミローヴィチ＝ダンチェンコによる。演奏時間は約59分半。ジプシーの娘に惚れた貴族の青年アレコが、若い男と浮気をした娘とその男を殺してしまう悲劇である。

## 作曲の経緯

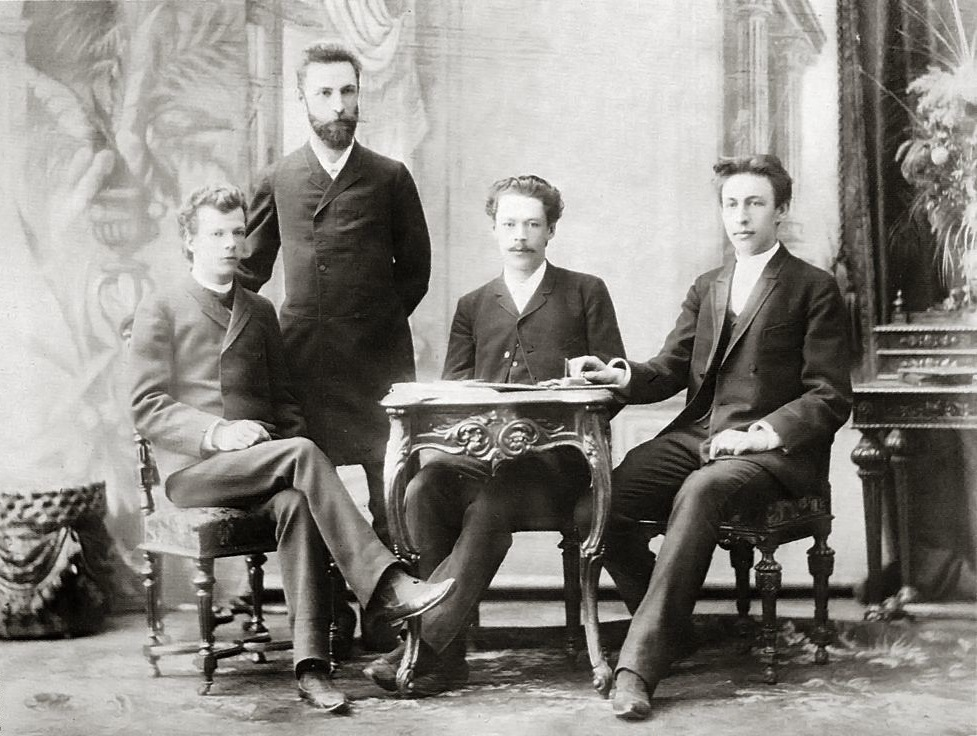
アレンスキーの作曲科クラス。左からコニュス、モロゾフ、アレンスキー、ラフマニノフ。

1892年4月3日（当時ロシアで用いられていたユリウス暦では3月22日）、モスクワ音楽院作曲科でアントン・アレンスキーに学ぶ3人の学生たちに卒業制作の課題として、1幕物のオペラの台本が渡された。3人の学生とは、ラフマニノフのほかに、ニキータ・モロゾフと、レフ・コニュスである。彼らには4月19日（4月7日）までにこれを元にオペラを作曲することが課せられた。
台本を手にすると、ラフマニノフはすぐさま家に帰り取りかかった。その日は折悪く、同居していた父が客人を連れ込んでいて作曲に集中できる状況になかったが、辛抱強く翌朝から取り組み始め、4月6日（3月25日）には全曲が完成した。5月19日（5月7日）に卒業試験としてラフマニノフ自身により演奏され、金メダルを授けられた。

## 上演の歴史
チャイコフスキーのはたらきかけにより、1893年5月9日（4月27日）にモスクワのボリショイ劇場にてアリターニの指揮で初演された。チャイコフスキーはリハーサルにも立ち会ったばかりでなく、実際の上演では聴衆の喝采を先導した。ラフマニノフは後に初演の成功はこのチャイコフスキーの喝采のお蔭だったと語っている。この初演は作曲者の父と祖母も鑑賞した。
同年10月には作曲者自身の指揮でキエフ初演が行われた。ラフマニノフにとってこれがオペラ指揮者としてのデビューとなった。彼はこの公演のために、サンクトペテルブルクで行われたチャイコフスキーの交響曲第6番『悲愴』の初演に立ち会うことができなかった。それぞれキエフとサンクトペテルブルクに旅立つ直前に、モスクワで互いの成功を期して言葉を交わしたのが両者の最後の別れとなった。

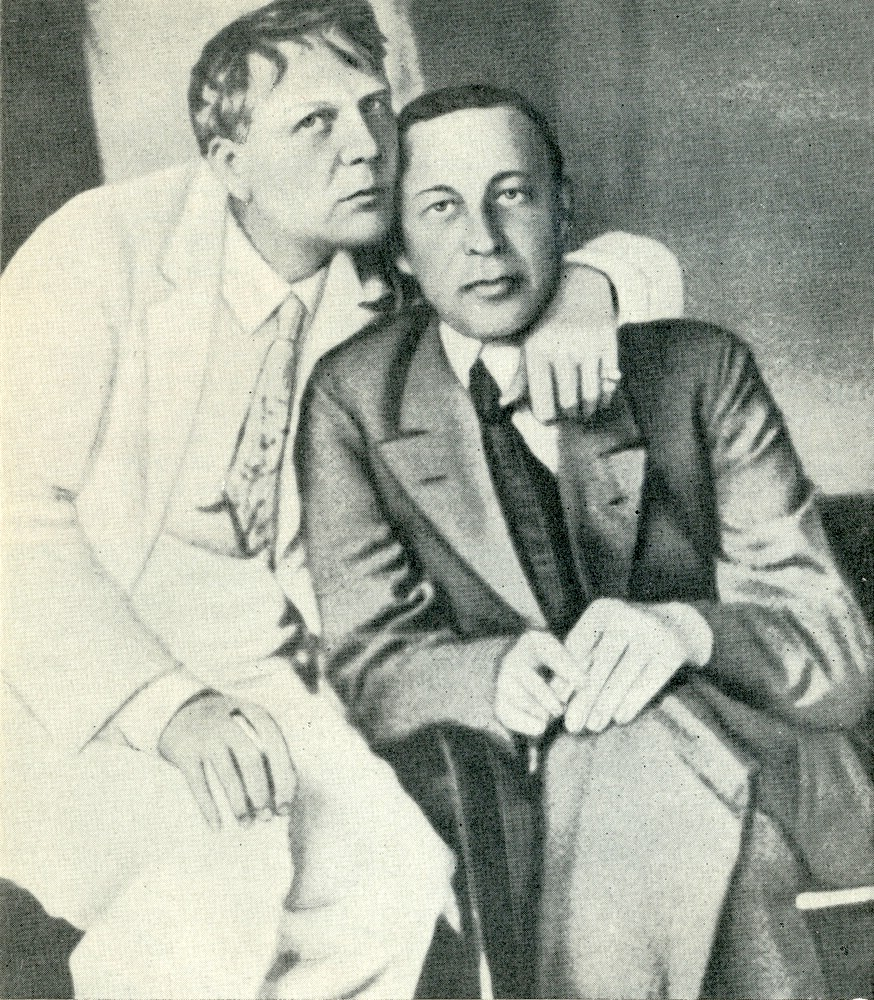
シャリアピン（左）とラフマニノフ

1899年6月8日（5月27日）にはプーシキン生誕100年を記念して、作曲者自身の指揮によりサンクトペテルブルク初演が行われ、フョードル・シャリアピンが主役を演じた。シャリアピンはサーヴァ・マモントフの主宰する私設オペラで出会って以来のラフマニノフの盟友で、彼は生涯に10度、このアレコ役を演じた。特に「アレコのカヴァティーナ」は彼の主要なレパートリーの一つとなり、録音も2度している。
以来、この作品はロシア・オペラのレパートリーの中に、慎ましくその名をとどめている。主にワークショップとして、あるいはアマチュアの劇団によって上演されることが多い。1977年には大阪にて、モスクワ・アカデミー音楽劇場歌劇団により日本初演された。

## 楽器編成
ピッコロ、フルート2、オーボエ2、イングリッシュホルン、クラリネット2、ファゴット2、ホルン4、トランペット2、トロンボーン3、チューバ、トライアングル、タンブリン、シンバル、大太鼓、ハープ、弦5部

## 登場人物
- アレコ：青年（バリトン）
- ゼムフィーラ：ジプシーの娘（ソプラノ）
- 若いジプシー（テノール）
- 老ジプシー：ゼムフィーラの父（バス）
- ジプシーの老婆（メゾソプラノ）
- ジプシーたち（合唱）

## あらすじ
設定されている時代は19世紀初頭で、舞台は南ベッサラビアにあるジプシーの野営地。
1. 序奏
2. 合唱
3. 老人の物語
4. 情景と合唱
5. 女の踊り
6. 男たちの踊り
7. 合唱
8. 小二重唱
9. ゆりかごの情景
10. アレコのカヴァティーナ
11. 間奏曲
12. 若いジプシーのロマンス
13. 二重唱と終曲